# 466 Tisiphone
466 Tisiphone este un asteroid din centura principală, descoperit pe 17 ianuarie 1901, de Max Wolf și Luigi Carnera.